# Лесли Грантъм
Лесли Майкъл Грантъм (на английски: Leslie Michael Grantham) е британски актьор, известен с ролята си на Ден Уоц в английската сапунена опера EastEnders. Грантъм е осъждан за убийство – излежава 11 години в затвор за убийството на германски таксиметров шофьор, като първоначално е осъден на доживотен затвор. През 2004 година Лесли Грантъм привлича медийния интерес с избухването на грандиозен онлайн секс скандал, след който актьорът опитва да се самоубие.
През 2011 година Грантъм започва снимки в българския сериал „Английският съсед“, под режисурата на Дочо Боджаков. Филмът е екранизация на роман на Михаил Вешим.
Той се завръща във Великобритания от България, за да се подложи на лечение за неизяснено заболяване. Грантъм умира на 71 години на 15 юни 2018 г.